# Возей
Возей (коми Возей) — посёлок в городском округе Усинск Республики Коми России.

## История
Основан в 1978 году как посёлок нефтяников.

## География
Посёлок находится в северной части Республики Коми, в пределах Печорской низменности, к северо-востоку от реки Колвы, на расстоянии примерно 51 километра (по прямой) к северо-северо-западу (NNW) от города Усинска, административного центра района.
Климат
Климат характеризуется как умеренно континентальный, с продолжительной морозной многоснежной зимой и коротким прохладным летом. Средняя температура воздуха самого тёплого месяца (июля) составляет 15,7 °C; самого холодного (января) — −17,3 °C. Среднегодовое количество атмосферных осадков составляет 540 мм. Снежный покров держится в течение 200—220 дней в году.
Часовой пояс
Возей, как и вся Республика Коми, находится в часовой зоне МСК (московское время). Смещение применяемого времени относительно UTC составляет +3:00.

## Население
| 1989 | 2002 | 2010 |
| ---- | ---- | ---- |
| 947  | ↘0   | →0   |